# Tiempos de directo
Tiempos de directo es el primer álbum en directo de la banda española de Heavy metal Saratoga, publicado en el año 2000. Grabado en el concierto dado en la sala Caracol de Madrid el 19 de mayo de 2000, y presentado por Mariano Muniesa, el disco cuenta con 20 canciones, distribuidas en dos cedés. Dos de ellas, Se Olvidó y Lágrimas de Dolor, son la primera vez que se editan, ya que no habían aparecido en ningún disco antes. Después se publicarán en el maxi Heaven's Gate.

## Canciones
- CD 1

1. Presentación (Mariano Muniesa)
2. Vientos De Guerra - 3:53
3. Más De Mil Años - 4:24
4. Aprendiendo A Ser Yunque (Para Llegar A Ser Martillo) - 5:37
5. Perro Traidor - 5:37
6. Solo Un Motivo - 5:11
7. Ningún Precio Por La Paz - 4:45
8. Heavy Metal - 5:06
9. A Sangre Y Fuego - 3:52
10. Manos Unidas  - 4:40
11. Lejos De Ti - 4:50

- CD 2

1. Loco - 4:20
2. Se Olvidó - 4:56
3. Ruge El Motor - 4:22
4. Charlie - 5:40
5. Lágrimas De Dolor - 5:22
6. Rojo Fuego - 4:57
7. Estrellas Las Del Cielo - 4:32
8. Grita - 5:03
9. Basta - 3:26
10. Mi Ciudad - 5:05

## Formación
- Jero Ramiro - Guitarra
- Niko del Hierro - Bajo
- Leo "La Bestia" Jiménez - Voz
- Dani Pérez - Batería

- Datos: Q6146562